# スティーヴ・ハウィー (サッカー選手)
スティーブン・ノーマン・"スティーヴ"・ハウィー（Stephen Norman "Steve" Howey, 1971年10月26日 - ）は、イングランド・サンダーランド出身の元サッカー選手。現役時代のポジションはDF。

## 所属クラブ
- ニューカッスル・ユナイテッドFC 1989-2000
- マンチェスター・シティFC 2000-2003
- レスター・シティFC 2003-2004
- ボルトン・ワンダラーズFC 2004
- ニューイングランド・レボリューション 2004
- ハートリプール・ユナイテッドFC 2005